# Русома
Русома (рос. Русома) — присілок в Лешуконському районі Архангельської області Російської Федерації.
Населення становить 15 осіб. Входить до складу муніципального утворення Лешуконське муніципальне утворення.

## Історія
Від 1937 року належить до Архангельської області.
Від 2004 року належить до муніципального утворення Лешуконське муніципальне утворення.

## Населення
| 2002 | 2010 | 2012 |
| ---- | ---- | ---- |
| 46   | ↘17  | ↘15  |